# Odontocera vittipennis
Odontocera vittipennis är en skalbaggsart som beskrevs av Bates 1873. Odontocera vittipennis ingår i släktet Odontocera och familjen långhorningar. Inga underarter finns listade i Catalogue of Life.